# Халіфа ібн Саїд
Халіфа ібн Саїд (*خليفة بن سعيد البوسعيد‎; 1852 — 13 лютого 1890) — 3-й султан Занзібару в 1888—1890 роках.

## Життєпис
Походив з династії Бусаїдів. Син Саїда ібн Султана, володаря Маскату і Занзібару. Народився 1852 року на Занзібарі. 1870 року запроторений братом — султаном Баргашем до в'язниці. Лише 1872 року останній звільнив Халіфу. Втім був відсторонений від державних справ, не мав підтримки знаті.
Посів трон 1888 року. В цей час залишалися складними стосунки з німецькою імперією, яка претендувала на володіння султанату в материковій Африці. Невдовзі підписав угоду, за якою землі сучасного узбережжя Танзанії переходили в оренду Східноафриканської компанії. У відповідь почалося повстання Абушірі.
Скориставшись відсутністю авторитету, британські консули значно посилили свій вплив в Занзібарському султанаті. 1889 року Халіфа стає почесним лицарем Великого Хреста ордена Святого Михайла та Георгія Великої Британії. 1890 року землі на африканському узбережжі перейшли до Німеччини та Великої Британії. Помер султан 1890 року. Трон успадкував його брат Алі.